# Шуйский, Василий Васильевич Гребёнка
Василий Васильевич Гребёнка Шуйский (умер после 1480) — Великий князь Нижегородско-Суздальский. Внук Семёна Дмитриевича, основателя младшей ветви Шуйских.

## Псковский наместник
В 1448 году был приглашён псковичами на княжество. В качестве высшего военного начальника энергично взялся за обустройство оборонительных сооружений Пскова, которые позволили выстоять в постоянной борьбе с ливонцами. После гибели в Новгороде Дмитрия Шемяки, претендента на московский трон, псковичи оказали помощь его сыну Ивану. Это обострило противостояние Василия Гребёнки с Москвой.

## Противостояние
В 1455, учитывая военные заслуги Василия Гребёнки, он был приглашён на княжение в Новгород. С самого начала он взялся за организацию войска. Самым слабым местом новгородского войска на тот момент была малочисленная конница. Василию Гребёнке удалось создать в Новгороде тяжёлую, закованную в латы по немецкому образцу, конницу. Её численность доходила до 5000. Однако в январе 1456 года эта конница потерпела поражение от Василия II под Русой. Новгородцы в результате поражения подписали Яжелбецкий договор 1456 года, по которому Новгород лишался права внешних сношений, высшей судебной инстанцией становился князь, новгородская вечевая печать заменялась печатью Великого Князя.
В 1470 году про-литовская партия в Новгороде пригласила Михаила Олельковича на княжение в Новгород. Иван III пытался повлиять на Новгород дипломатическим путём через представителей церкви. Действия новгородцев были расценены в Москве как «измена православию». Несмотря на то, что Михаил Олелькович в марте 1471 года покинул Новгород и уехал в Киев, Иван III принял решение организовать общерусский «крестовый поход» на Новгород. Религиозная окраска этого похода должна была сплотить всех его участников и деморализовать противника.
В 14 июля 1471 произошла Шелонская битва, которая решила исход кампании. В это же время 12-тысячная судовая рать Василия Гребёнки двинулась к Устюгу. Московские бояре, во главе с воеводою Василием Образцом, собрав 4-тысячную судовую рать из вятчан и устюжан, выступили навстречу новгородцам. Противники на судах встретились на р. Северная Двина у устья реки Шиленьги (Шеленги), вышли на берег и вступили в бой. В битве на Шеленге москвичи опять разбили новгородцев. Новгородцам не помогло их тройное численное превосходство, так как их боеспособность была слишком низкой.
Подавив сопротивление Великого Новгорода, Иван III велел казнить наиболее видных сторонников новгородско-литовского союза.

## ЗакатНовгородской республики
Полем идеологической битвы теперь стал «черный люд». Учитывая опыт 1471 г., когда новгородскому боярству удалось увлечь за собой на путь борьбы против великокняжеской власти часть черных людей, теперь московское правительство стремится, напротив, само завоевать симпатии рядовых новгородских горожан. В 1475—1476 Иван III посетил Новгород. Он поддерживал союз с местными боярами. Но в то же время он хочет завоевать симпатии мирских слоев новгородского населения, выдавая себя за его защитника от боярского произвола.
Московские власти потребовали признания за Иваном III титула господаря и упразднения новгородского суда. После отказа новгородцев Иван III 30 сентября 1477 года послал в Новгород своё объявление войны. Иван начал осаду Новгорода 27 ноября.
Василий Гребёнка сильно укрепил город. Новгородские укрепления включали Детинец (Кремль) и «город» с мощным поясом укреплений. Чтобы не допустить штурма со стороны реки, Василий Гребёнка соорудил деревянную стену на судах, перегородив Волхов. Новгородцы отказались сдаться.
Иван не стал пытаться штурмовать его, а установил блокаду. Несколько раз новгородцы посылали парламентеров к Ивану III, каждый раз предлагая все большее число уступок. Иван отвергал все предложения и настаивал на признаний своей полной суверенной власти. Наконец 29 декабря новгородцы приняли условия Ивана III, и 13 января 1478 г. новгородские знатные люди дали клятву верности своему государю, а Василий Гребёнка отказался от своей клятвы Новгороду и заявил о верности Ивану. Новгородская республика прекратила своё существование.
Василий Гребёнка не был репрессирован, так как был скорее не принципиальным политическим противником, а полководцем-наёмником. С 1478 Василий Гребёнка находится в московской службе, с того же времени произведён в боярский сан. Василий Гребёнка наместник нижегородский с 1478. В 1480 году возглавляет оборону Пскова от ливонцев. После 1480 года не упоминается.

## В культуре
Шуйский действует в романе Дмитрия Балашова «Марфа-посадница» (1972 год). В телесериале «София» его играет Николай Шрайбер.